# Torneo Súper 8 2009
El Torneo Súper 8 2009 fue la quinta edición del Torneo Súper 8 y se disputó en la ciudad de Mar del Plata, Argentina, del 17 al 20 de diciembre de 2009. A diferencia de otros años, donde el torneo era organizado por la Asociación de Clubes de Básquetbol o por patrocinadores privados, el torneo fue organizado por el club marplatense Peñarol.
Todos los partidos fueron disputados en el Estadio Polideportivo Islas Malvinas.

## Clasificación
Para determinar los ocho equipos participantes del torneo, siete equipos clasificaron acorde a su récord en la liga, de modo tal que el Súper 8 reunió a los 3 primeros de la Zona Norte (Atenas, Quimsa y Sionista), los 3 primeros de la Zona Sur (Boca Juniors, Peñarol y Obras Sanitarias), y al mejor 4° de las dos zonas (Libertad de Sunchales). A ellos se les sumó un equipo invitado por la organización, como es costumbre en este torneo. El equipo invitado siempre debe ser un equipo que no haya clasificado de manera directa, y en este caso, fue Quilmes de Mar del Plata. Vale recordar que Quilmes pertenece a la ciudad donde este torneo se realizó, por lo que la invitación se había hecho previsible desde hacía algún tiempo.
| Zona Norte                    | Zona Sur        |
| 1° Atenas                     | 1° Peñarol      |
| 2° Asociación Atlética Quimsa | 2° Boca Juniors |
| 3° Sionista                   | 3° Obras        |
| 4° Libertad (S)               |                 |
| Invitado Quilmes              |                 |

## Desarrollo del torneo
|  | Cuartos de final     | Cuartos de final     |              |          | Semifinales     | Semifinales     |  |         | Final           | Final           |  |
|  | 17 y 18 de diciembre | 17 y 18 de diciembre |              |          | 19 de diciembre | 19 de diciembre |  |         | 20 de diciembre | 20 de diciembre |  |
|  |                      |                      |              |          |                 |                 |  |         |                 |                 |  |
|  |                      |                      |              |          |                 |                 |  |         |                 |                 |  |
|  | Sionista             | 94                   |              |          |                 |                 |  |         |                 |                 |  |
|  | Sionista             | 94                   |              |          |                 |                 |  |         |                 |                 |  |
|  | Quimsa               | 77                   |              |          |                 |                 |  |         |                 |                 |  |
|  | Quimsa               | 77                   |              | Sionista | 65              |                 |  |         |                 |                 |  |
|  |                      |                      |              | Sionista | 65              |                 |  |         |                 |                 |  |
|  |                      |                      | Peñarol      | 78       |                 |                 |  |         |                 |                 |  |
|  | Peñarol              | 93                   | Peñarol      | 78       |                 |                 |  |         |                 |                 |  |
|  | Peñarol              | 93                   |              |          |                 |                 |  |         |                 |                 |  |
|  | Quilmes              | 87                   |              |          |                 |                 |  |         |                 |                 |  |
|  | Quilmes              | 87                   |              |          |                 |                 |  | Peñarol | 74              |                 |  |
|  |                      |                      |              |          |                 |                 |  | Peñarol | 74              |                 |  |
|  |                      |                      | Atenas       | 67       |                 |                 |  |         |                 |                 |  |
|  | Atenas               | 80                   | Atenas       | 67       |                 |                 |  |         |                 |                 |  |
|  | Atenas               | 80                   |              |          |                 |                 |  |         |                 |                 |  |
|  | Obras                | 66                   |              |          |                 |                 |  |         |                 |                 |  |
|  | Obras                | 66                   |              | Atenas   | 75              |                 |  |         |                 |                 |  |
|  |                      |                      |              | Atenas   | 75              |                 |  |         |                 |                 |  |
|  |                      |                      | Boca Juniors | 71       |                 |                 |  |         |                 |                 |  |
|  | Boca Juniors         | 87                   | Boca Juniors | 71       |                 |                 |  |         |                 |                 |  |
|  | Boca Juniors         | 87                   |              |          |                 |                 |  |         |                 |                 |  |
|  | Libertad             | 73                   |              |          |                 |                 |  |         |                 |                 |  |
|  | Libertad             | 73                   |              |          |                 |                 |  |         |                 |                 |  |
|  |                      |                      |              |          |                 |                 |  |         |                 |                 |  |

- MVP del Torneo: Leonardo Gutiérrez (Peñarol)
- Goleador del Torneo: Leonardo Gutiérrez (Peñarol)

### Plantel Campeón
El plantel campeón estuvo integrado por los siguientes jugadores:
- Pablo Sebastián Rodríguez
- Leonardo Gutiérrez
- Marcos Mata
- Michael Allen Jones
- Martín Leiva
- Sebastián Vega
- Alejandro Reinick
- Alejandro Diez
- Raymundo Legaria
- Facundo Campazzo
- Leonardo Cañete
- Alejo Sánchez

Su entrenador fue Sergio Hernández.